# Алан Дърбан
Уилям Алан Дърбан, по-известен като Алан Дърбан (на английски: William Alan Durban) е бивш уелски футболист, роден на 7 юли 1941 г. в Бридженд. Дебютира за Кардиф Сити през 1959 г. и първоначално прави добро впечатление, но по-късно изпада в немилост. През 1963 г. преминава за 10000 паунда в Дарби Каунти. Когато през 1967 г. Брайън Клъф застава начело на Дарби, Дърбан е един от малкото играчи, които не са засегнати от чистката, включваща почти целия отбор. Мястото на Дърбан на терена обаче е променено — от т.нар. инсайд той е преквалифициран в офанзивен полузащитник. След като става шампион с Дарби Каунти, през 1973 г. Дърбан преминава в Шрюсбъри Таун, където от следващата година заема длъжността на играещ треньор.

## Успехи
Дарби Каунти
- Първа английска дивизия:
  - Шампион: 1972
- Втора английска дивизия:
  - Шампион: 1969
- Тексако Къп:
  - Носител: 1972
- Уотни Къп:
  - Носител: 1970